# FMA I.Ae. 25 Mañque
FMA I.Ae. 25 Маньке́ (мап. Mañque, «Гриф») — аргентинский военно-транспортный планёр. Был разработан сотрудниками кордовского Института аэротехники. Планёр мог перевозить 16 солдат.

## История
В конце 1944 года Главное управление аэронавтики заказало Институту аэротехники (I.Ae.) десантный планёр. «Грифы» планировалось производить из местных сортов дерева — mañio (рода Подокарп), araucaria и guatambú, отчасти, из-за дешевизны сырья, а также, из-за дефицита в военные годы в Аргентине стратегического сырья.
Планёр был спроектирован на базе американского Waco CG-4A. Первый полёт был совершён 11 августа 1945 года. I.Ae. 25 Mañque стал первым военно-транспортным летательным аппаратом построенным в Аргентине. Появление после Второй мировой войны транспортных вертолётов решило судьбу «Грифа» — программа была закрыта. Единственный экземпляр использовался в 13-м пехотном полку.

## Конструкция
Представлял собой деревянный, свободнонесущий высокоплан. Кабина имела большую площадь остекления, что обеспечивало пилотам хороший обзор. Хвостовое оперение классической схемы, состояло из киля и стабилизатора. Стабилизатор поддерживается V-образными подкосами, а сверху — проволочными расчалками. Посадочные устройства включали в себя основные колеса, хвостовое колесо и посадочные лыжи. Летательный аппарат мог транспортировать 16 солдат в полном вооружении, или один джип, или 75-мм пушку Bofors.

## Тактико-технические характеристики
Источник данных: 

Технические характеристики
- Экипаж: 2
- Пассажировместимость: 16
- Длина: 14,70 м
- Размах крыла: 25,50 м
- Высота: 3,84 м
- Площадь крыла: 79,10 м²
- Масса пустого: 2460 кг

Лётные характеристики
- Максимальная скорость: 220 км/ч